# Pantalinae
Die Pantalinae sind eine Unterfamilie der Segellibellen (Libellulidae) innerhalb der Libellen. Sie sind den Trameinae (Tillyard & Fraser 1940) synonym, beide Bezeichnungen sind aktuell gebräuchlich.

## Merkmale
Gegenüber den Vertretern anderer Unterfamilien werden die Pantalinae vor allem durch spezifische Merkmale der Flügeladerung abgegrenzt. So wirken bei ihnen im Vorder- und im Hinterflügel, seltener nur in einem, die Venen des Radialsupplementsektors (Rspl) und des Mediansupplementsektors (Mspl) wie durchgezogene Flügeladern, die durch zwei bis drei Reihen von Flügelzellen getrennt sind. Im Hinterflügel ist zudem das Analfeld deutlich verbreitert und besitzt eine Reihe kleinerer Flügelzellen an der Analader, wodurch der Flügel eine charakteristische dreieckige Form bekommt.
Als weitere Merkmale besitzen die Vertreter der Pantalinae einen recht kleinen Thorax sowie ein Abdomen, welches deutlich kürzer ist als ihre Flügelspannweite. Die Augen sind zudem sehr groß.

## Systematik
Die namensgebende Typgattung ist die Gattung Pantala mit der im Mittelmeergebiet vorkommenden Wanderlibelle (Pantala flavescens). Enthalten sind die folgenden Gattungen:
- Antidythemis
- Camacinia
- Hydrobasileus
- Idiataphe
- Miathyria
- Pantala
  - Wanderlibelle (Pantala flavescens)
  - Pantala hymenaea
- Pseudotramea
- Tauriphila
  - Tauriphila australis
  - Tauriphila argo
- Tramea
  - Tramea binotata
  - Tramea rustica